# Thailand Provincial League
Die Thailand Provincial League, auch Pro League genannt, war eine Fußballliga in Thailand. Durchgeführt wurde sie vom thailändischen Sportverband, kurz SAT („Sports Administration of Thailand“). Die Liga stand teilweise in Konkurrenz zur Liga des thailändischen Fußballverbandes („Football Association of Thailand“, kurz: FAT). 2008 wurde die Pro League zum letzten Mal ausgetragen und fusionierte 2009 endgültig mit den Ligen der FAT.

## Geschichte
Die Pro League wurde 1999 vom thailändischen Sportverband gegründet. Zwar gab es bereits seit 1996 die Thailand Premier League, organisiert vom thailändischen Fußballverband, doch bestand sie zumeist aus Vereinen des Großraums Bangkok. Die teilnehmenden Vereine waren zudem meist Mannschaften des Militärs, privater Firmen oder städtischen Institutionen. Vereine der Provinzen wurden auch nicht finanziell von der Regierung unterstützt. Aus diesen Gründen, und um den Provinzvereinen eine wettbewerbsfähige Plattform zu bieten, entschloss sich die SAT zur Gründung der Pro League. Seit Gründung der Liga gab es immer wieder Bestrebungen, beide Ligen in irgendeiner Form zu vereinen. In der Pro League gab es nur einen Meister, welcher weder die Berechtigung hatte, an Wettbewerben der Asian Football Confederation teilzunehmen, noch die Möglichkeit, in die Premier League aufzusteigen. Dies änderte sich erst 2005. Der FC Chonburi und der FC Suphanburi waren die beiden ersten Vereine der Pro League, welchen es erlaubt war, als Finalisten der Pro League 2005 in die Premier League aufzusteigen. Ein Jahr später folgte mit dem FC Nakhon Pathom der nächste Verein in die Premier League. Nach Ende der Saison 2008 ging die Pro League vollständig in die Ligen der FAT über und wurde aufgelöst. In der Regional League, der 3. Liga Thailands, gingen nahezu alle Vereine der Pro League auf. 
Bekanntester Vertreter der Pro League ist heute der FC Chonburi. Er ist inzwischen einer der erfolgreichsten und beliebtesten Vereine Thailands und wurde 2007 thailändischer Meister.

## Meisterschaftshistorie
| Saison  | Meister                                | Vizemeister                                   |
| ------- | -------------------------------------- | --------------------------------------------- |
| 1999/00 | Sisaket FC                             | Suphanburi FC                                 |
| 2001    | Nakhon Sawan FC                        | Suphanburi FC                                 |
| 2002    | Suphanburi FC                          | Chonburi FC                                   |
| 2003    | Nakhon Sawan FC                        | Suphanburi FC                                 |
| 2004    | Suphanburi FC                          | Nakhon Sawan FC                               |
| 2005    | Chonburi FC                            | Suphanburi FC                                 |
| 2006    | TOT SC (2. Mannschaft)                 | FC Port Authority of Thailand (2. Mannschaft) |
| 2007    | Lopburi City FC                        | Songkhla FC                                   |
| 2008    | Samut Prakan United FC (2. Mannschaft) | Chaiyaphum United                             |